# 教皇権
教皇権（きょうこうけん）とは、ローマ教皇がもつカトリック教会を管理し、信徒を指導する最高司牧権。

## 教皇権の根拠
教皇はローマ司教であり、使徒ペテロの後継者とされる。
イエスの最初の弟子であるペテロは、イエスから以下のように告げられた。
ヨハネによる福音書では「わたしの羊を養いなさい」と告げられた。カトリックでは、聖書のこれらの箇所を、ペテロがキリストから使徒団の中で特別の使命と権限を受けたと理解される。
また、マタイによる福音書によれば、使徒は教導する権能を与えられ、「世の終りまですべての国民を信徒とする」ために派遣された。
こうした使徒の教導権、そしてペテロの全教会に対する首位権は、ローマ司教である教皇に受け継がれた。

## 中世における教皇権至上主義
中世ヨーロッパにおいては神聖ローマ皇帝の皇帝権とローマ教皇の教皇権とが対立し、叙任権闘争やグレゴリウス改革などの教会改革(教皇改革)においては、教皇権が皇帝権に対して優位となり教皇権至上主義が頂点に達した。